# Delft Seaways
Die Delft Seaways ist ein 2006 als Maersk Delft in Dienst gestelltes Fährschiff der Reederei DFDS Seaways, das unter diesem Namen seit 2010 auf der Strecke von Dover nach Dunkerque im Einsatz steht.

## Geschichte
Die Maersk Delft wurde am 12. März 2003 bestellt und lief am 11. Juli 2005 unter der Baunummer 1524 in der Werft der Samsung Shipyard in Geoje vom Stapel. Die Ablieferung an die Norfolkline erfolgte im Januar 2006, die Indienststellung zwischen Dunkerque und Dover am 27. Februar 2006. Das Schiff gehört der aus insgesamt drei Einheiten bestehenden Mærsk D-Klasse an.
Am 29. Januar 2007 erlitt das Schiff kurz nach einem Werftaufenthalt vor Dover einen Ausfall der Maschinenanlage. Ursache hierfür war ein Computerfehler. Die Fähre musste zurück nach Dover geschleppt werden, konnte aber am folgenden Tag wieder den Dienst aufnehmen.
Im Juli 2010 ging die Norfolkline in den Besitz von DFDS über und verschwand somit vom Markt. Die Maersk Delft erhielt im August 2010 den neuen Namen Delft Seaways, verblieb jedoch auf ihrer alten Strecke von Dover nach Dünkirchen.
Im Februar 2020 wurde die Delft Seaways in der Werft von Damen in Dunkerque modernisiert und hierbei unter anderem mit einer neuen Relax Lounge ausgestattet.